# Muhammad Imara
Muhammad ʿImāra, né le 8 décembre 1931 (1350 A. H.) dans un village du gouvernorat de Kafr el-Cheik (Égypte) et mort le 28 février 2020 au Caire (Égypte), est un penseur musulman égyptien, auteur, éditeur et membre de l'Académie d'al-Azhar de recherche Islamique au Caire,.

## Travaux
Muhammad Imara est l'auteur de nombreux ouvrages, dont :
- Tayarat al-fikr al-Islami[4]
- al-Tahrir al-Islamiy lilmar ah
- al-Imam Muhammad 'Abduh: Mujadid al-dunya bitajdid al-din
- al-Islam wa huquq al-Insan: Darurat la Huquq
- al-Islām wa'l-ʿaqalliyyāt
- al-Gharb wa'l-Islam: ayn al-khatta' wa-ayn al-sawab?